# Acolutha flavifascia
Acolutha flavifascia là một loài bướm đêm trong họ Geometridae.